# Metaegle
Metaegle là một chi bướm đêm thuộc họ Noctuidae.

## Loài
- Metaegle pallida (Staudinger, 1892)